# Korado Korlević

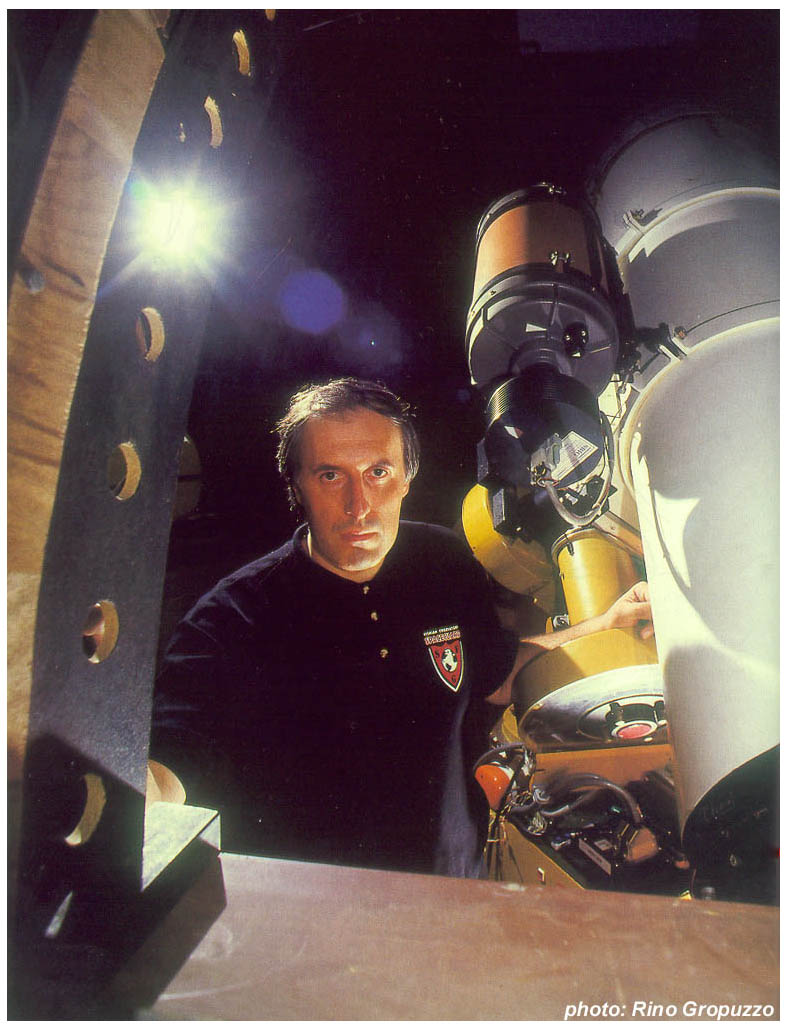
Korado Korlević

Korado Korlević (* 19. September 1958 in Poreč, Kroatien) ist ein kroatischer Amateurastronom und Mitarbeiter des Observatoriums Višnjan. 
Er ist Entdecker zahlreicher Asteroiden, zwischen 1995 und 2001 sind es über 1290, davon 130 zusammen mit anderen Beobachtern. Daneben entdeckte er die Kometen 183P/Korlević-Jurić und 203P/Korlević.
1990 nahm er an der 1. Internationalen Tunguskaexpedition zum Ort des Tunguska-Ereignisses teil. Motiviert durch die neuen Forschungsgebiete, die diese Expedition aufzeigte, machte sich Korlević daran, das Teleskop des Observatoriums Višnjan zu ersetzen. Dieses war während des Kroatienkrieges schwer beschädigt worden. Das neue Teleskop konnte ab 1995 eingesetzt werden und führte in kurzer Zeit zur Entdeckung zahlreicher bislang unbekannter Asteroiden.
Der Asteroid (10201) Korado wurde als Anerkennung seines erzieherischen, astronomischen und sozialen Engagements nach ihm benannt.